# Crypt of the NecroDancer
Crypt of the NecroDancer est un jeu vidéo indépendant roguelike de rythme, développé par le studio canadien Brace Yourself Games. Ce jeu hybride mêle les éléments fondamentaux du jeu d'exploration de donjon roguelike avec ceux du jeu de rythme, les actions du joueur étant d'autant plus efficaces si elles sont effectuées en rythme avec la musique. Le jeu propose une bande-son originale de Danny Baranowsky, mais également la possibilité de jouer sur sa propre musique et d'utiliser un tapis de danse au lieu d'un clavier ou d'une manette.
Le jeu est disponible en accès anticipé sous Steam depuis le 30 juillet 2014 et sort le 23 avril 2015 sur Windows, OS X et Linux. Il sort sur PlayStation 4 et Vita le 2 février 2016, sur Xbox One le 10 février 2017 et le 8 février 2018 sur Nintendo Switch. Crypt of the NecroDancer Pocket Edition, développé pour iOS, est paru le 30 juin 2016.
Un crossover avec l'univers de The Legend of Zelda, Cadence of Hyrule, est sorti en juin 2019 sur Nintendo Switch.

## Histoire
L'héroïne du jeu, Cadence, s'aventure dans la crypte du NecroDancer, en dépit des avertissements de son oncle Eli, dans le but d'y chercher son père disparu deux ans auparavant. Alors que Cadence arrive devant la crypte, elle creuse pour y pénétrer quand le sol s'ouvre sous ses pieds. Elle fait alors une chute mortelle dans la crypte. Toutefois, alors que Cadence agonise, le NecroDancer apparaît et lui vole son cœur, l'obligeant à battre éternellement au rythme de la musique. Le NecroDancer s'enfuit alors avec le cœur de Cadence dans les profondeurs de sa crypte.
Alors que Cadence se réveille, elle décide de s'aventurer dans la crypte afin de sauver son père et de se libérer de la malédiction. En approchant du cœur du donjon, elle rencontre le Dead Ringer, un des hommes du NecroDancer. Elle découvre qu'il s'agit en réalité de son père disparu et le libère de l'emprise du NecroDancer. Ils l'affrontent ensemble, lui volent son luth doré et s'en servent pour le tuer, puis utilisent son pouvoir pour ressusciter Melody, la mère de Cadence. Ils découvrent cependant que l'instrument est maudit : Melody est contrainte d'en jouer pour rester en vie, mais il va progressivement consumer son humanité, comme il l'a fait pour le NecroDancer. Melody pénètre à son tour dans la crypte en quête de réponses et d'un moyen de conjurer le sort du luth.
Lorsque Melody atteint le fond de la crypte, elle utilise le luth pour ressusciter le NecroDancer et l'interroger, mais il l'attaque et l'oblige à l'affronter. Il tente ensuite de fuir mais se retrouve précipité dans une crevasse par Aria, la mère de Melody. Celle-ci reposait dans un cercueil, un poignard planté dans la poitrine, et a été ramenée à la vie par le luth. Aria révèle qu'elle sait comment briser la malédiction du luth, mais qu'elle a été trahie et laissée pour morte par le NecroDancer. Ayant l'intention de finir ce qu'elle avait commencé, elle entame son ascension de la crypte, en quête d'un sanctuaire qui détruira le luth une fois pour toutes.
Quand Aria parvient au sanctuaire, elle est attaquée par le luth lui-même, qui se transforme en monstre pour tenter de se sauver de la destruction. Une fois le monstre vaincu, Aria se sacrifie pour détruire l'instrument, ce qui permet à Melody de retrouver sa famille et une vie normale, et d'enterrer Aria comme il se doit.

## Système de jeu
Crypt of the Necrodancer est un rogue-like dont les déplacements sont basés sur le rythme. Le joueur doit déplacer son personnage dans un niveau rempli d'ennemis se déplaçant en suivant le tempo de la piste musicale. Le joueur dispose d'un certain nombre d'armes et de sorts qu'il peut utiliser pour se débarrasser des ennemis et arriver jusqu'à l'escalier permettant de descendre au niveau suivant. Différents équipements permettent en outre d'influencer le jeu, comme les armures qui fournissent de la protection ou encore les torches qui permettent de voir à plus grande distance. Ces objets peuvent soit être achetés dans des magasins, soit trouvés dans des coffres dissimulés dans chaque niveau.

### Personnages
Le joueur peut incarner différents personnages, chacun ayant une spécificité :
- Cadence, le personnage par défaut ;
- Choral, utilisé pour le jeu en multi-joueur ;
- Bard, pouvant se déplacer indépendamment du rythme de la musique ;
- Monk, perdant instantanément s'il ramasse de l'or ;
- Dove, ne pouvant pas utiliser d'arme ;
- Eli, disposant d'une infinité de bombes ;
- Bolt, se déplaçant à une vitesse doublée ;
- Dorian, ne pouvant se déplacer sans ses bottes spéciales ;
- Melody, ne pouvant utiliser que le luth doré comme arme ;
- Aria, évoluant dans les niveaux dans le sens inverse ;
- Coda, combinant les restrictions de Monk, Aria et Bolt ;
- Nocturna, démarrant avec un sort de transformation unique ;
- Diamond, pouvant se déplacer en diagonale ;
- Mary, devant protéger l'agneau qui la suit ;
- Tempo, infligeant des dégâts infinis mais devant tuer régulièrement des ennemis.

### Environnement

#### Le donjon
Le donjon est composé de 4 niveaux dans le jeu original et d'un niveau additionnel dans l'extension :
- Le premier niveau a pour thème les souterrains et les grottes
- Le deuxième niveau a pour thème la nature et les plantes
- Le troisième niveau a pour thème le feu et la glace
- Le quatrième niveau a pour thème une crypte.
- (Extension) Le cinquième niveau a pour thème l'électricité.

Les personnages du jeu parcourent tous les niveaux du premier au dernier (quatrième ou cinquième avec l'extension), sauf le personnage Aria qui commence par le dernier niveau et remonte le donjon.
Tous les niveaux sont composés de trois salles et d'un boss final qui constitue la quatrième salle.

#### L'organisation d'une salle
Les salles sont générées aléatoirement mais il existe un nombre d'architectures défini.
Toutes les salles ont :
- un marchand,
- un miniboss qu'il faut vaincre afin de libérer la sortie.

On peut également trouver dans une salle :
- une pièce secrète,
- des coffres,
- un autel,
- des barils ou des caisses destructibles.

### Les boss

#### Boss de fin de niveau
Dans la quatrième salle de chaque niveau, le joueur se retrouve devant un boss aléatoire. La puissance et la difficulté de ces boss changent selon le niveau actuel du joueur. Les boss sont les suivants :
- King Conga : ce gorille est accompagné d'une horde de morts-vivants qui se déplacent à la queue-leu-leu (d'où le nom du boss). La difficulté réside dans le fait que le personnage ne peut pas agir toutes les 8 pulsations.
- Death Metal : ce boss ressemblant à la faucheuse et muni d'une faux sertie d'un micro peut, entre autres, invoquer des squelettes, tirer des boules de feu, tout ça dans un rythme très rapide.
- Coral Riff : un poulpe dont les huit tentacules ressemblent à quatre instruments différents, tel un orchestre. L'arène est recouverte d'eau, ce qui limite les déplacements du joueur.
- Deep Blues : ce boss est en réalité un set des seize pièces d'échec, qui se déplacent chacun de la même façon que dans le jeu.
- (Extension) Fortissimole : une taupe sur une scène devant un groupe de squelettes qui n'hésitera pas à en descendre si vous osez le gêner. Comme une taupe, il peut se cacher sous terre, pour vous attaquer après.

### Musique
La bande-son de Crypt of the Necrodancer a été composée par Danny Baranowsky, et est devenue disponible sur sa page Bandcamp le 21 avril 2015, ainsi que sur Steam à partir du premier accès anticipé. Le 25 avril 2015, A Rival sort un CD composé des remix des musiques de Danny Baranowsky nommé The Melody Mixes et il sera suivi de FamilyJules7x qui sortira le sien nommé Aria's Ascent le 29 avril 2015. Ces deux CD sont disponibles en un seul sur Steam en tant que DLC du jeu.
Un troisième contenu arriva sur Steam le 30 avril 2016, contenant le remix Freestyle Retro de Jake Kaufman ainsi que la compilation The Synthwave Cuts de Girlfriend Records. Celle-ci contient des remix réalisés par John Sagouspe, Eric Sferro et Frédéric Féret. Ces deux bandes-sons devinrent disponibles sur le site de leur compositeur le 2 février 2016 et le 17 février 2016 respectivement. Ces musiques furent implantées dans le jeu lors de la mise à jour 1.24 du 1er mai 2016.

## Extensions
Le 11 juin 2015 sort sur Steam Crypt of the Necrodancer: Extras, un DLC contenant un mini documentaire sur la réalisation du jeu et des promo arts.
Le DLC Crypt of the Necrodancer: Amplified sort le 24 janvier 2017 et ajoute un cinquième niveau ainsi que de nouveaux personnages, ennemis et objets.

## Postérité
Le 20 mars 2019, un nouveau jeu reprenant le gameplay de Crypt of the NecroDancer, nommé Cadence of Hyrule, est dévoilé. Celui-ci prend place dans l'univers de The Legend of Zelda et y reprend notamment la musique et les ennemis. Le joueur peut prendre le contrôle de Link ou de Zelda. Le jeu est sorti le 13 juin 2019 sur Nintendo Switch,.